# Ernestine Nyrop
Ernestine Nyrop, född 9 mars 1888 i Köpenhamn, död 30 juli 1975 i Gentofte, var en dansk konstnär.
Hon var dotter till arkitekten Martin Nyrop och Louise Frederikke Laub. Nyrop studerade vid Det Kongelige Danske Kunstakademi i Köpenhamn 1909–1915. Bland hennes offentliga arbeten märks freskomålningar för Andreaskyrkan i Köpenhamn och Billeberga kyrka i Skåne.